# Cézembre
Cézembre es una isla francesa localizada en el departamento de Ille-et-Vilaine, cerca de Saint-Malo. La isla está deshabitada, tiene una superficie de aproximadamente 18 hectáreas (44 acres), una longitud de 750 metros, y un ancho de 250 metros.

## Historia
Cézembre fue habitada por ermitaños durante siglos y llegó a albergar un monasterio. Vauban fortificó la isla al final del siglo XVII, siendo utilizada después como lugar de cuarentena. 
Durante la Primera Guerra Mundial, el ejército belga instaló una compañía disciplinaria en Cézembre. Durante la Segunda Guerra Mundial, las fortificaciones de la isla fueron consolidadas por los alemanes como parte del Muro del Atlántico. En la campaña de Normandía, en el verano de 1944, la guarnición alemana sufrió los bombardeos de la artillería de tierra, la artillería naval, y los ataques aéreos, incluyendo algunas de los primeros usos de la bomba de napalm. La isla se entregó a los 83.os Elementos de la División de Infantería de los EE. UU. a comienzos de septiembre de 1944. 
Como resultado de este intenso bombardeo aliado, actualmente el paisaje de Cézembre es estéril y con poca vegetación. La isla todavía no está totalmente libre de bombas, y por esta razón la mayor parte (exceptuando la playa) constituye una zona prohibida al público.
- Datos: Q3010567
- Multimedia: Cézembre (Saint-Malo) / Q3010567